# 라이언 (프로게이머)
라이언(본명: 이준석, 1997년 3월 28일 ~ )은 대한민국의 리그 오브 레전드 프로게이머로 포지션은 정글이다. 아이디는 Ryan이며 현재 서킷 브라질리언 리그 오브 레전드의 카붐! e스포츠에서 활동하고 있다.

## 선수 생활
2015년 1월 오버WM에 입단하면서 프로 커리어를 시작했다. 2015 스프링 챌린저스 1차 대회에서 팀의 4강 진출에 기여했다.
2015년 5월, ESC 에버에 입단했다. 서머 시즌 팀의 챌린저스 준우승에 기여했다. 2016년 5월, 팀에서 퇴단했다.
2016년 11월, LSPL의 올 퀀커 게이밍에 입단했다. 하지만 입단 3일만에 퇴단했다.
2017년 6월, 팀 배틀코믹스에 입단했다.
2018년 4월, 라이징 슈퍼스타 게이밍에 입단했다. 2018년 5월, 팀에서 퇴단했다.
2018년 7월, 일본 2부리그의 스매쉬 잇 다운에 입단했다.
2019시즌을 앞두고 VSG에 입단했다. 2019 스프링 시즌 팀의 챌린저스 준우승에 기여했다.
2020시즌을 앞두고 노바 e스포츠에 입단했다.
2021시즌을 앞두고 카붐! e스포츠에 입단했다.

## 수상 내역
- 네네치킨 리그 오브 레전드 챌린저스 코리아 서머 2015 리그 1 준우승
- 제닉스 리그 오브 레전드 챌린저스 코리아 스프링 2019 준우승